# Współprzysięgnik
Współprzysiężnik – źródło dowodowe w procesie wczesnośredniowiecznym, uczestnik procesu, który umacniał przysięgę strony przez to, że na podstawie subiektywnego przekonania potwierdzał prawdziwość twierdzeń strony składającej przysięgę.